# 拝啓自治会長殿
『拝啓自治会長殿』（はいけいじちかいちょうどの）は、NHKの「ドラマ新銀河」で1995年11月20日から12月7日まで放送されたテレビドラマ。
ドラマ新銀河初のハイビジョン制作。

## あらすじ
おもちゃ会社に勤務するサラリーマンの主人公がマンションの理事長兼自治会長に任命される。

## キャスト
- 小池 - 三宅裕司
- 浅田美代子
- 真行寺君枝
- 笹野高史
- ベンガル
- 大河内浩
- 左右田一平

## スタッフ
- 脚本 - 布勢博一[1]
- 音楽 - 桑原研郎[1]
- 制作統括 - 小林信一[1]
- 演出 - 重光亨彦[1]、大加章雅[1]
- 美術 - 内藤政市[1]
- 技術 - 小川和夫[1]、飛地茂[1]
- 音響効果 - 菅野秀典[1]